# مای الطوخی
مای الطوخی (دانمارکی: May el-Toukhy؛ زادهٔ ۱۷ اوت ۱۹۷۷) کارگردان فیلم و فیلم‌نامه‌نویس دانمارکی-مصری است.
وی از مادری دانمارکی و پدری مصری در دانمارک متولد شد و دانش‌آموختهٔ رشتهٔ کارگردانی در «دانشکدهٔ ملی هنرهای نمایشی دانمارک» و «دانشکدهٔ ملی فیلم دانمارک» است.
از فیلم‌هایی که وی در آن‌ها نقش داشته‌است، می‌توان به ملکه قلب‌ها اشاره نمود.